# Вовка (притока Мороча)
Вовка — річка в Білорусі у Слуцькому й Копильському районі Мінської області. Ліва притока річки Мороч (басейн Прип'яті).

## Опис
Довжина річки 35 км, похил річки 0,4 м/км , площа басейну водозбіру 250 км² , середньорічний стік 1,1 м³/с . Формується притоками та безіменними струмками.

## Розташування
Бере початок біля села Славіна. Тече переважно на південний захід і за 7 км вище села Великий Рожан впадає у річку Мороч, праву притоку річки Случ.